# أحمد العمران
أحمد علي موسى العمران (ولد في 1909 في المحرق، البحرين - توفي في 19 أكتوبر 2007 في المحرق، البحرين) تربوي وسياسي بحريني. كان أول وزير تربية وتعليم في تاريخ البحرين الحديث.

## النشأة والتعليم
ولد العمران في العام 1909 لأب بحريني هو التاجر علي موسى العمران وأم عمانية هي شيخة حسن حمدي الزرافي وتلقى تعليمه في مدرسة أهلية تديرها إحدى السيدات في محافظة المحرق إذ تعلم القرآن الكريم لبضع سنوات ثم انتقل إلى مجلس والده علي موسى العمران بالمحرق الذي عيّن له مدرسا خصوصيا (ملا) تعلم على يديه تلاوة القرآن الكريم وكتابة الحروف الهجائية والخط كما كان لوالدته فضل كبير في مساعدته على الدراسة إذ كانت من النساء القلائل اللائي يحسنَّ القراءة والكتابة وبعد هذه المرحلة انتقل العمران إلى مدرسة عبد الوهاب الطبطبائي القادم من الكويت.
التحق العمران بمدرسة الهداية الخليفية بالمحرق منذ تأسيسها في العام 1919 كما التحق بالنادي الأدبي في المحرق الذي تأسس في 1920 وفي العام 1923 أنهى دراسته في مدرسة الهداية الخليفية وعُيِّن مدرسا في المدرسة نفسها في فترة ما بعد الظهر وكان في الصباح يعمل في مكتب والده التجاري في سوق المحرق.
تمكن العمران خلال عمله بمدرسة الهداية الخليفية وتحت إشراف مدير المدرسة آنذاك محمد عبد الله الصولان من كتابة عدة مؤلفات طبع الكثير منها في المطابع الهندية وتم توزيعها في البحرين ومنها «جدول معادلات حساب الغوص» و«جدول أوزان اللؤلؤ» و«التوقيت الشرعي للصلاة» و«رؤية الأهلة» و«الحساب والفلك» و«تطبيق المعادلة الجبرية تجاه التوريث الشرعي».
وافقت حكومة البحرين في العام 1928 على ابتعاثه و7 آخرين من أبناء البحرين للدراسة في الجامعة الأميركية ببيروت وبعد عودته العام 1930 عُيِّن مدرسا في مدرسة الهداية الخليفية مرة أخرى واستمر بها لمدة سنتين دراسيتين.
توجّه في العام 1932 إلى طهران للالتحاق بالجامعة الأميركية هناك إذ كان طالبا ومدرسا في آن واحد.
التحق في العام 1934 للعمل بدائرة الكهرباء التي توسعت مسئولياتها لتصبح دائرة مهندس حكومة البحرين.
بعد سلمان بن حمد آل خليفة الأول في العام 1942 صدر الأمر بتعيينه أمين السر لبلديتي المحرق والحد. وبعدها بثلاثة أعوام في العام 1945 أمر سلمان بأن يتولى العمران إدارة المعارف بالنيابة إلى جانب عمله أمين السر لبلديتي المحرق والحد. وشارك العمران خلال عمله بالبلديتين في عدة لجان تكونت في البلاد إثر اندلاع الحرب العالمية الثانية منها لجنة الدفاع المدني ولجنة توزيع المواد الغذائية بالإضافة إلى لجنة التوعية.
قام العمران في العام 1946 بناء على دعوة من المجلس الثقافي البريطاني بزيارة لبريطانيا لمدة ثلاثة أشهر للاطلاع على الأساليب الحديثة في شئون التعليم ومجالاته من أجل الاستفادة منها وتطبيق خطط تعليمية حديثة في البحرين. وبعد ذلك بعام واحد جرى تثبيت العمران مديرا لإدارة المعارف إذ تفرغ تماما لمسئولية النهوض بالتعليم في البحرين. تم توحيد جهاز التربية والتعليم في العام 1960 بفرعيه البنين والبنات وتولى العمران الإدارة العامة التي أصبح اسمها مديرية التربية والتعليم. بعد توليه مسئولية التعليم اعتنى العمران في العام نفسه بالتعليم الصناعي وتطويره. تبنى في العام 1966 بالتعاون مع منظمة اليونسكو افتتاح معهد للمعلمين في البحرين ثم تلاه افتتاح معهد للمعلمات العام 1967. عُيِّن العمران في العام 1970 رئيسا لمديرية التربية والتعليم وفي العام 1971 بعد إعلان استقلال البحرين عُيِّن وزيرا للتربية والتعليم حتى نهاية 1972 وفي ديسمبر 1972 عُيِّن مستشارا لأمير البحرين عيسى بن سلمان آل خليفة.

## الجوائز والتكريمات والإرث
تم تكريم العمران في عدة مناسبات ونال عدة أوسمة.
من أبرز محطات التكريم في حياة العمران الحفل الذي أقيم لتكريمه في العام 1953 تحت رعاية سلمان بن حمد آل خليفة بمناسبة مرور 30 عاما على التحاقه بخدمة حكومة البحرين.
أطلقت وزارة التربية والتعليم في العام 1990 اسم أحمد العمران على إحدى المدارس الثانوية الرئيسية الواقعة في منطقة الحورة.
في عام 2010 قرر عائلة العمران بعد وفاته إنشاء جائزة باسمه وهي «جائزة المربي الأستاذ أحمد العمران للطالب المتفوق».

## الحياة الشخصية
متزوج من سلوى عانوتي العمران وله من الأبناء ثلاثة هم الوكيل المساعد لشؤون مجلس التعاون والدول العربية
بوزارة الخارجية ظافر العمران والوكيل المساعد للإذاعة والتلفزيون سابقا هالة العمران ومازن العمران.

## الوفاة
توفي العمران في 19 أكتوبر 2007.